# BBC 기후 변화 실험

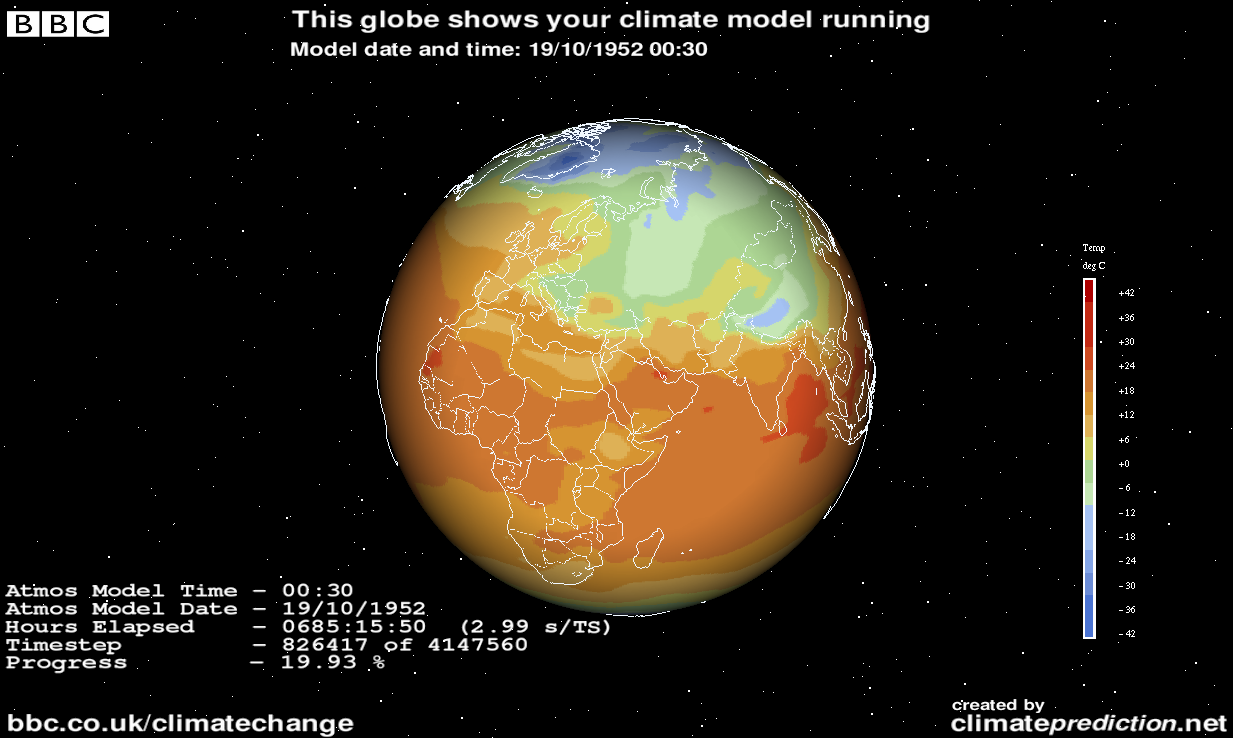
Climateprediction.net 화면 보호기.

BBC 기후 변화 실험 (BBC Climate Change Experiment)는 옥스퍼드 대학교 등 이 운영했던 BOINC 프로젝트이다. Climateprediction.net 프로젝트의 단기 기후 시뮬레이션을 이용했다.
결과를 토대로 제작한 TV 프로그램은 2007년 1월 말 무렵에 방영되었다.